# Abbaye de Netley
L’abbaye de Netley est une ancienne abbaye cistercienne située dans la ville de Southampton (dans le comté du Hampshire), sur la côte sud de l'Angleterre. Comme la plupart des abbayes britanniques, elle a été fermée par Henry VIII à la fin de la campagne de dissolution des monastères.

## Toponymie
Le nom de Netley est une déformation progressive de Letley, qui vient lui-même du latin Lœtus Locus (« lieu de la joie »). L'abbaye porte aussi un second vocable, celui d’Edwardstow (Loci Sancti Edwardi), car l'abbaye, en plus d'être consacrée à la Vierge Marie, comme le sont traditionnellement toutes les abbayes cisterciennes, se veut un lieu de dévotion particulière à la mémoire d'Édouard le Confesseur.

## Histoire

### Fondation
L'abbaye de Netley est fondée à l'initiative d'Henri III en 1239. Cette création avait été envisagée et souhaitée dès avant cette date, par l'évêque de Winchester, Pierre des Roches. Ce dernier avait acheté à l'évêque d'Angers, Guillaume de Beaumont, à celui du Mans, saint Geoffroy de Loudon ainsi qu'à l'abbaye augustinienne de Leicester (en), des terres en vue de cette fondation. Mais sa mort en 1238 avait empêché la réalisation de ce projet. Henri III le reprend à son compte et installe à Netley des moines venus de l'abbaye proche de Beaulieu, fondée trente-six ans plus tôt. L'abbaye est officiellement inaugurée le 25 juillet de cette année.

### L'abbaye au Moyen Âge
L'abbaye est confirmée dans ses droits canoniques par Innocent III en 1244 (extra-territorialité vis-à-vis des diocèses), et dans ses possessions matérielles par Henri III en 1251 ; ces dernières s'étendent sur les lieux-dits de Netley, Hound, Wellow, Totton, Gomshall, Nordley, Kingston Deverel, Waldon, Aynsley et de Lacton, ainsi que divers droits sur d'autres terres.
Néanmoins, moins d'un siècle plus tard, en 1328, l'abbaye est en grande difficulté financière ; en janvier 1331, elle doit se séparer d'une grande partie de ses possessions pour éponger ses dettes.

### Liste des abbés connus de Meaux
- Robert, attesté en 1245 ;
- Walter de Cheseldene, attesté en 1290 ;
- William, attesté en 1311 ;
- Henry de Inglesham, attesté en 1371 et en 1374 ;
- John Stelhard, attesté en 1374 et en 1387 ;
- Philip de Cornhampton, attesté en 1387 ;
- John de Glocester, attesté après 1396 ;
- Richard de Middleton, attesté après 1396 ;
- Thomas, attesté en 1468 ;
- John, attesté en 1475 ;
- Thomas, attesté en  1496 ;
- John Burges, attesté en 1502 ;
- William, attesté en 1507 ;
- John Corne, attesté en 1516 ;
- Thomas Stevens, attesté en 1529 et en 1536[4].

### Dissolution du monastère

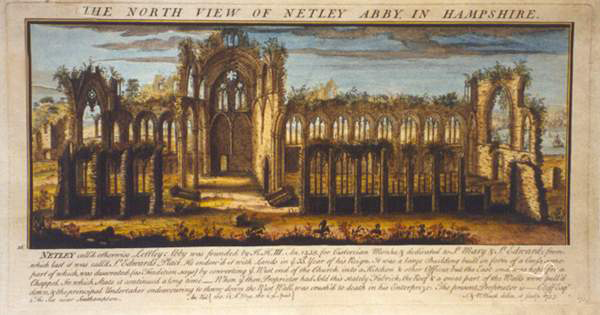
L'abbaye représentée sur une gravure de 1732 ou 1733.

Le 30 mai 1536, Sir James Worsley, Visiteur du Roi, trouve à l'abbaye sept moines, tous prêtres, ainsi que trente-deux autres personnes au service du monastère. Le 3 août 1536, comme l'immense majorité des monastères britanniques, à la suite de la rupture entre Henry VIII et l'Église catholique, l'abbaye de Netley est fermée lors de la campagne de dissolution des monastères. 